# Arnulf von Halberstadt
Arnulf, auch Arnolf, Arnold oder Harnoldus († 7. September 1023 in Halberstadt) war Bischof von Halberstadt von 996 bis zu seinem Tod.

## Leben

### Herkunft und frühe Jahre
Arnulf stammte aus einer hochadeligen sächsischen Familie und wurde möglicherweise im Kloster Fulda ausgebildet. Er war Kapellan Kaiser Ottos III.

### Kirchliches Wirken
Arnulf wurde nach dem Tod Bischof Hildiwards († 25. November 996) als dessen Nachfolger wegen der Uneinigkeit des Wahlgremiums von Otto III. eingesetzt. Die bisherigen Bischöfe hatten die kirchenpolitische Neuordnung im Zusammenhang mit der Gründung des Erzbistums Magdeburg behindert, während Arnulf als verlässlicher Parteigänger Ottos galt.
Arnulf weihte im Auftrag der Äbtissin Mathilde von Quedlinburg als Diözesanbischof die Kirche in Quedlinburg und das ebenfalls von Mathilde gestiftete Nonnenkloster in Walbeck. Am 9. September 999 benedizierte er auf Wunsch Ottos III. dessen Schwester Adelheid zur Äbtissin des Stiftes Quedlinburg.
Von Arnulf ist ein Brief erhalten, den er vor dem 7. Mai 1008 an Bischof Heinrich I. von Würzburg schrieb, um seine Zustimmung zur Gründung des Bistums Bamberg zu gewinnen. Der Brief ist eine der wichtigsten Quellen für die Gründung des Bamberger Bistums, darüber hinaus befasst er sich mit dem Widerstandsrecht in der Sicht des Mittelalters. „Arnulf beschränkt das Widerstandsrecht auf den Fall einer Verleitung zur Sünde. Auch dem gottlosen König schulde man im übrigen Gehorsam.“

### Reichspolitik
Dem Lüneburger Nekrolog zufolge war jener Graf Hermann, der 985 entscheidenden Anteil am Zustandekommen des Ausgleichs mit Heinrich dem Zänker hatte, ein Bruder Arnulfs.
Im Laufe des zweiten Italienzuges erschien Bischof Arnulf in den Jahren zwischen 997 und Anfang Dezember 999 beim Kaiser in Rom.
Im Jahre 1002 unterstützte Arnulf gemeinsam mit dem Billunger Bernhard I. und Bischof Bernward von Hildesheim die Thronkandidatur des Markgrafen Ekkehard von Meißen.
Bei König Heinrich II. besaß Arnulf ein solches Ansehen, dass ihm der unbotmäßige Markgraf Gunzelin von Meißen zur Haft übergeben wurde.
Arnulf wirkte ferner beim Friedensschluss zu Bautzen mit Bolesław Chrobry von Polen am 30. Januar 1018 mit.

### Tod und Grablege
Arnulf starb am 7. September 1023. Das Todesdatum steht durch die Überlieferung im Lüneburger Nekrolog und anderer Quellen fest, eine ältere Meinung, der zufolge es sich um den 28. Juli 1023 handeln sollte, beruhte wohl auf einem Lesefehler. Er wurde vor der Tür zum Kreuzgang des Halberstädter Domes beigesetzt. Im Jahr 1372 wurden die Gebeine in die Mitte des Chores umgebettet, wo sie 1899 bei einer archäologischen Grabung erneut aufgefunden wurden. Die Grabplatte ist seit etwa 1812 verschollen.

## Erhaltene Werke
- Brief an Bischof Heinrich I. von Würzburg, hrsg. von Ph. Jaffé. In: Monumenta Bambergensia (= Bibl. rerum Germanicarum, Bd. 5). 1869, S. 472–79.